# Georg Wolfgang von Rotenhan
Georg Wolfgang Freiherr von Rotenhan, zu Merzbach (* 1615; † 1695) aus dem Adelsgeschlecht Rotenhan war Beamter im Hochstift Bamberg.

## Leben
Von Rotenhan gehörte der Merzbacher Linie des Adelsgeschlechtes an. Er war Besitzer von Schloss Untermerzbach. 1650 heiratete er die katholische Magarethe Susanne von Neuhausen. Durch diese Ehe erhielt er den größten Teil der Herrschaft Neuhausen (Neuhausen auf den Fildern).
Er konvertierte 1660, 1668 oder 1670 zum römisch-katholischen Glauben und studierte am Gymnasium Fulda und an der Universität Bamberg. Als Mitpatronatsherr führte er 1668 für die Untertanen, die ihm darin gefolgt waren, in der Pfarrei Merzbach und Kaltenbrunn das Simultaneum ein.
Er trat in die Dienste des Hochstiftes Bamberg. Dort war er 1641 Hofrat, 1649 Oberkämmerer, 1653 Kommandant der Festung Kronach, 1658 Oberschultheiß und zuletzt 1670 Landrichter.
1658 wurde er zusätzlich zum Oberamtmann im Amt Zeil ernannt. Sein Nachfolger als Oberamtmann wurde sein Sohn Joachim Ignatz von Rotenhan, zu Merzbach (1662–1736), der 1717 ebenfalls Landrichter wurde. Sein ältester Sohn Georg Wolfgang (1654–1687) wurde 1665 Kanoniker in Bamberg und 1666 in Würzburg, starb aber vor dem Vater. Ein weiter Sohn Heinrich Hartmann von Rotenhan (1671–1736) wurde 1684 Domherr in Bamberg und 1687 in Würzburg. Er wurde Geheimer Rat beider Hochstifte und am 8. Juni 1715 Regierungspräsident in Bamberg. Schloss Untermerzbach blieb im Besitz von Sohn Richard Philipp Wolfgang von Rotenhan (1668–1733).